# Région de la baie de Galveston

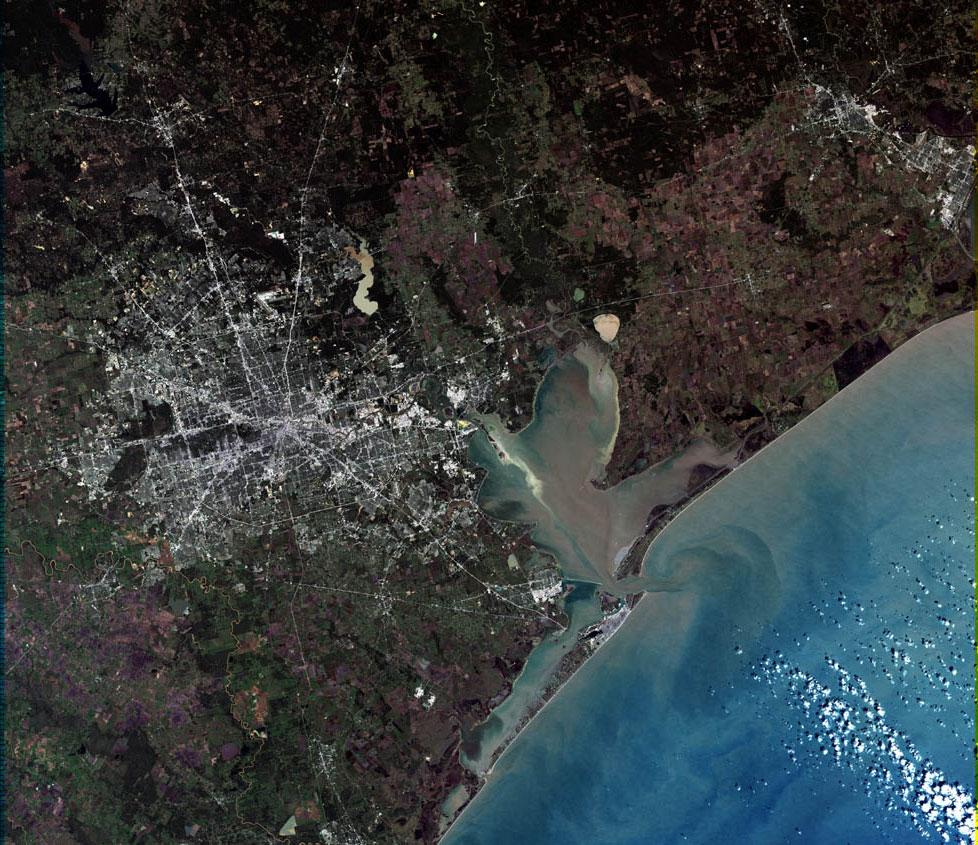
La baie de Galveston

La région de la baie de Galveston (Galveston Bay Area, ou Bay Area Houston, ou the Bay Area), est une aire urbaine aux particularités géographiques variées entourant la baie de Galveston, au Texas, États-Unis, et une partie de l'aire urbaine de Houston-Galveston. Elle accueille plus de 400 000 habitants.
La région de la Baie a une grande industrie pétrochimique ainsi qu'un port maritime ouvert sur le golfe du Mexique. La NASA y a installé l'un de ses centres destiné aux astronautes (le centre Lyndon B. Johnson).
L'agglomération se composent des villes de Pasadena, Clear Lake (un quartier de Houston et Pasadena), Nassau Bay, League City, et Webster.  Aussi selon certaines sources, Baytown, Texas City et Anahuac.